# Prozorro

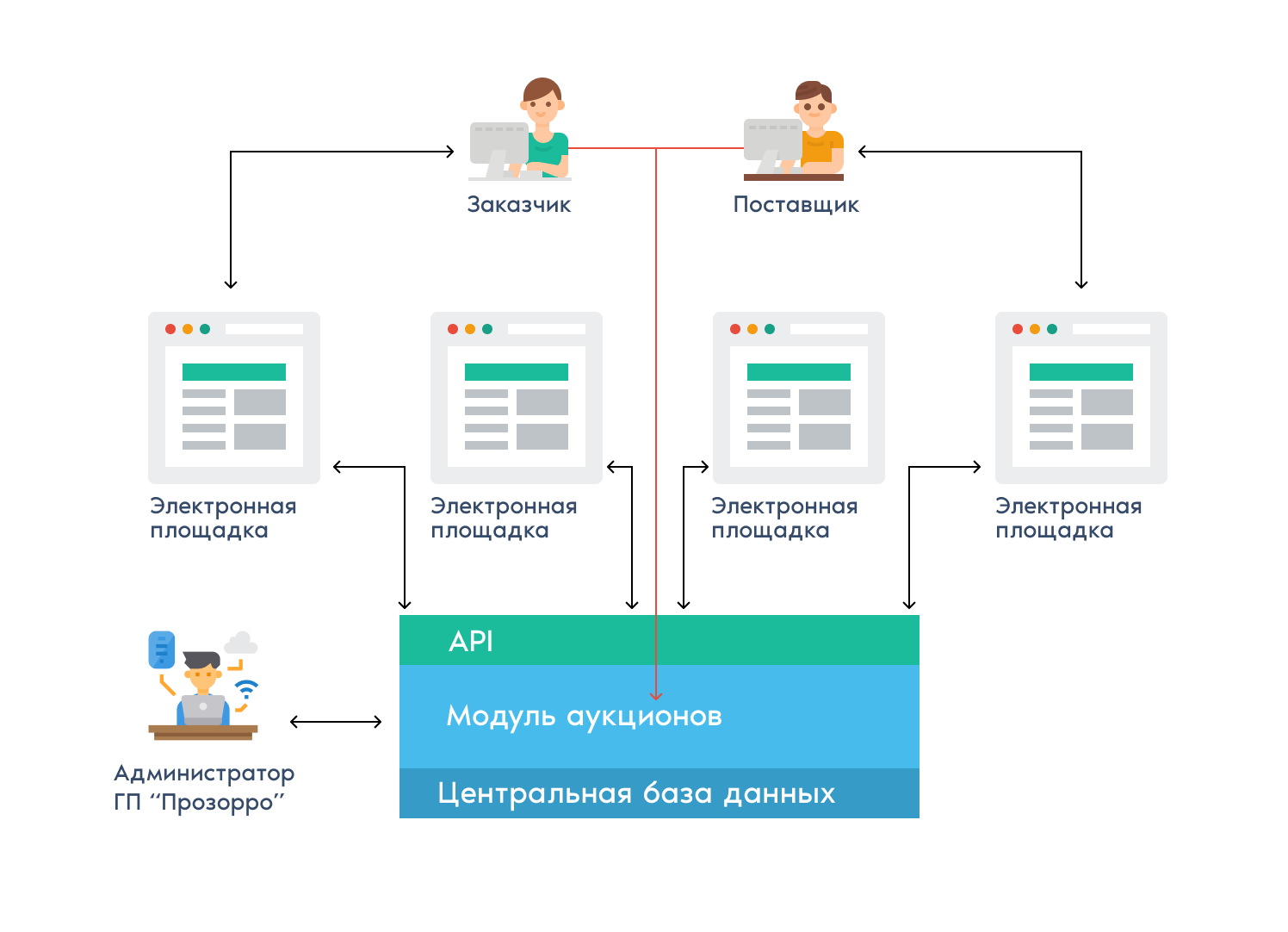
Гибридная электронная система.

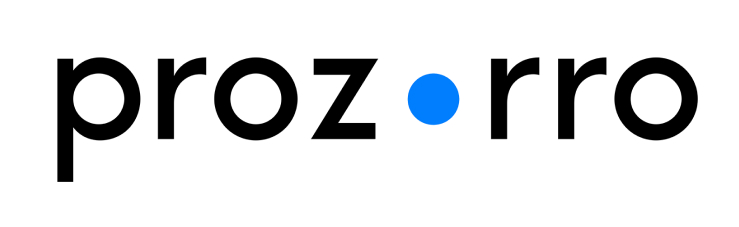
Логотип Prozorro

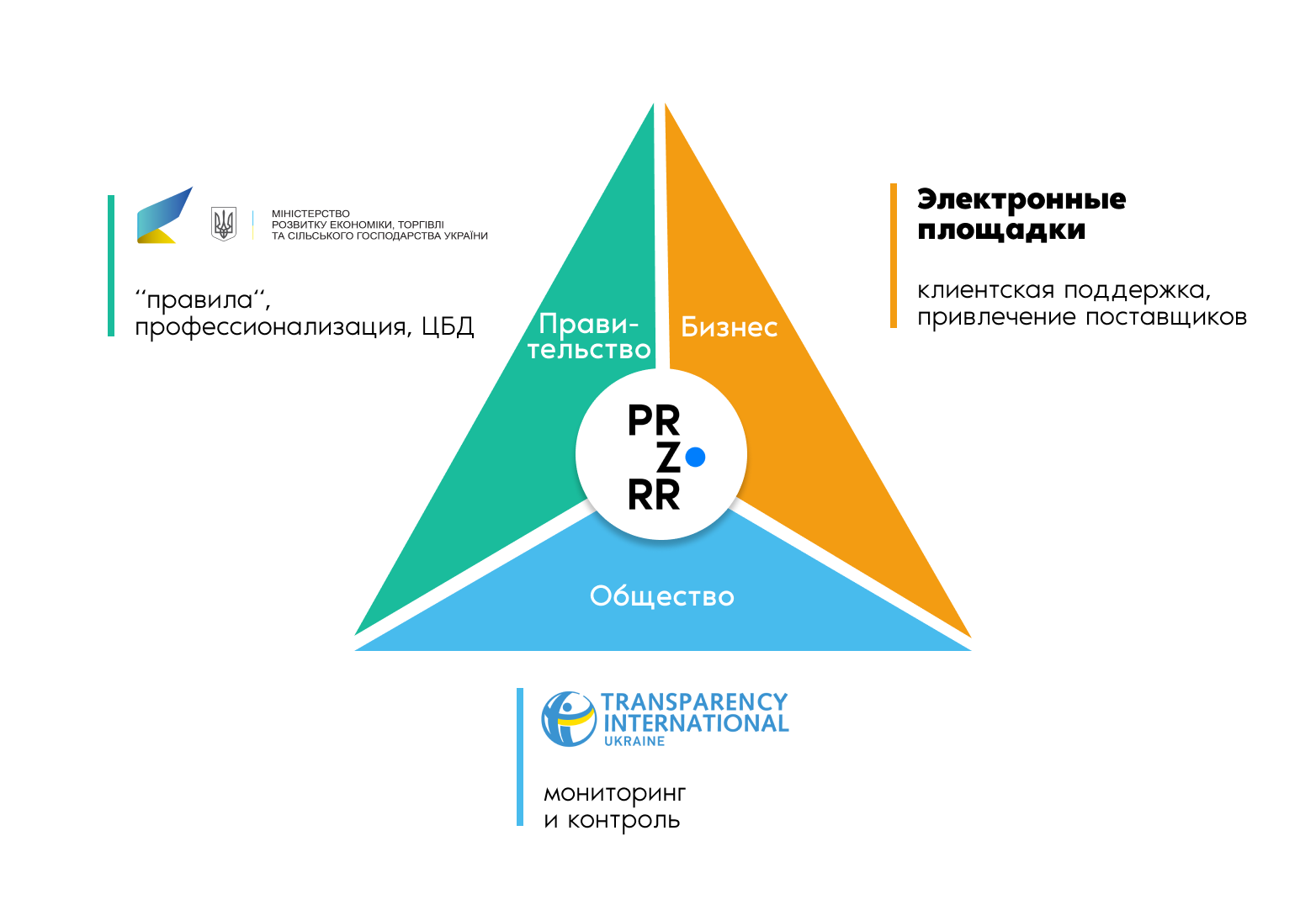
Золотой треугольник партнёрства: власть, общественность и бизнес.

Prozorro ранее ProZorro  (от укр. прозоро — прозрачно) – украинская электронная система публичных закупок, где государственные и коммунальные заказчики объявляют тендеры на закупку товаров, работ и услуг, а представители бизнеса соревнуются на торгах за возможность стать поставщиком для государства.
Prozorro — это результат сотрудничества между украинским правительством, бизнес-сектором и гражданским обществом. Эта система разработана авторитетной международной антикоррупционной организацией Transparency International Ukraine с помощью волонтеров, общественных организаций, бизнес-сообщества и государственных органов Украины, фонда WNISEF, ЕБРР и других партнёров. На пилотном этапе проекта Transparency International Ukraine администрировала разработку системы: центральной базы данных Prozorro и нескольких дополнительных модулей.
Сфера публичных закупок регулируется Законом Украины «О публичных закупках», а главным нормотворцем в этой сфере является Департамент сферы публичных закупок при Министерстве развития экономики, торговли и сельского хозяйства Украины. Государственное предприятие «Прозорро» вместе с электронной системой Prozorro принадлежат государству Украина и подчиняются Кабинету Министров Украины .
С 1 апреля 2016 система Prozorro является обязательным для центральных органов власти и монополистов, а с 1 августа – для всех остальных государственных заказчиков .

## История
Во время Революции Достоинства команда волонтеров поставила себе за цель реформировать сферу государственных закупок и сделать ее прозрачной. В результате появилась неформальная группа активистов во главе с Александром Стародубцевым, которая задалась целью разработать варианты быстрой реформы системы закупок и воплотить один из них .
Чтобы активизировать реформу на государственном уровне, тогдашний министр экономики Павел Шеремета в мае 2014 инициировал рабочую группу по реформированию государственных закупок при Министерстве экономического развития и торговли (сейчас – Министерство развития экономики, торговли и сельского хозяйства Украины), куда вошла часть активистов. Среди них – Александр Кучеренко, Александр Стародубцев, Лилия Лахтионова, Татьяна Мишта, Наталья Шимко . Еще одним направлением была разработка законопроекта об электронных закупках экспертами и народными депутатами. Однако в конце августа 2014 года  Павел Шеремета подал в отставку. Стартовала предвыборная кампания, и законопроект о госзакупках отошел на второй план.
Новый импульс проекту задал Дмитрий Шимкив, заместитель главы Администрации Президента Украины. Он предложил начать проект на базе допороговых закупок, для которых дополнительное регулирование было не нужно. Этот подход лег в основу пилота, а его базовые принципы были закреплены Меморандумом, который был подписан 9 сентября 2014 в информационном агентстве «Укринформе».
Электронную систему Prozorro разработали за средства международных доноров и украинского бизнеса. Сумма вложений в разработку системы Prozorro от шести электронных площадок (SmartTender, NewTend, E-Tender, Госзакупки.онлайн, Zakupki.Prom.ua, Public Bid) составила 35 000 $. Дальнейшую разработку и менеджерскую поддержку финансировала ГО «Трансперенси Интернешнл Украина» в сотрудничестве с международными донорскими организациями. А разработкой системы занималась львовская IT-компания Quintagroup во главе с Мирославом Опырем.
12 февраля 2015 была официально представлена и запущена новая ИТ-система. А с принятием закона «О публичных закупках» в декабре 2015 года система Prozorro была передана на баланс госпредприятия «Внешторгиздав». Впоследствии его переименовали ГП «Прозорро».
Знак для товаров и услуг «prozorro» зарегистрирован на ГП «Прозорро» с 2016 года, а «prozorro продажи» («prozorro sale») – ГО «Трансперенси Интернешнл Украина» с 2019 года. Система и авторские права на систему Prozorro «переданы народа Украины (государству)» согласно меморандуму.

## Принципы
Философия Prozorro состоит из 3-х основных компонентов:
- Все видят всё. На портале Prozorro виден весь процесс закупок от объявления к победителям.
- Конкуренция превыше всего. Публичные закупки впервые стали конкурентным рынком именно благодаря системе Prozorro. Чем больше участников на торгах, тем больше конкуренция и следовательно – экономия средств налогоплательщиков.
- Золотой треугольник партнерства. Prozorro объединяет и учитывает интересы государства, бизнеса и гражданского общества.[8]

## Закон Украины "О публичных закупках"
25 декабря 2015 Верховная Рада приняла Закон Украины «О публичных закупках». По Закону, с 1 апреля 2016 система Prozorro стала обязательной для центральных органов власти и монополистов, а с 1 августа 2016 года – для остальных государственных заказчиков.
Законом Украины «О публичных закупках»  предусматривается:
- обязательное проведение процедур через электронную систему.
- Введение электронного аукциона, который предусматривает автоматическую оценку тендерных предложений;
- появление новых понятий: «авторизованная электронная площадка», «электронная система закупок», «централизованная закупочная организация», «система облачных вычислений»;
- изменение терминологии: вместо термина «государственная закупка» вводится термин «публичная закупка»; вместо терминов «конкурс», «документация конкурсных торгов», «предложение конкурсных торгов», «комитет по конкурсным торгам» вводятся понятия «тендер», «тендерная документация», «тендерное предложение», «тендерный комитет».

19 апреля 2020 вступила в силу новая редакция Закона «О публичных закупках». Основные изменения:
- Порог для обязательного проведения закупок через Prozorro снизился с 200 000 до 50 000 гривен.
- Усиление ответственности за грубые нарушения тендерного законодательства.
- Бизнес может исправить несущественные ошибки в тендерном предложении течение 24 часов.
- Усовершенствовался механизм обжалования тендерных процедур в Антимонопольном комитете Украины – теперь Участник может обжаловать отмену Заказчиком закупки, а стоимость платы за обжалование зависит от ожидаемой стоимости процедуры закупки.
- Заработала альтернатива для небольших допороговых закупок – государственный маркетплейс Prozorro Market.
- Началась трансформация организации самого процесса закупок – тендерные комитеты уходят в прошлое, вместо них приходят уполномоченные лица: это отдельная позиция, которая должна оплачиваться.

## Площадки Prozorro
Prozorro – это администратор базы данных и модуля аукционов. К ним подключены электронные площадки, через которые, в свою очередь, подключаются заказчики и поставщики. Информация об объявленных торгах идентична и доступна на всех электронных площадках и на портале Prozorro prozorro.gov.ua
Чтобы бизнесу принять участие в закупке, нужно зарегистрироваться на площадке и подать свое предложение на торги. Сделать это на сайте Prozorro невозможно.
По состоянию на февраль 2021, в системе было 13 аккредитованных площадок для допороговых и надпороговых типов закупок.
Активные:
1. dzo.com.ua
2. zakupki.prom.ua
3. smarttender.biz
4. e-tender.ua
5. izi.trade
6. playtender.com.ua
7. uub.com.ua
8. public-bid.com.ua
9. gov.auction
10. zakupivli24.pb.ua
11. newtend.com
12. tender-online.com.ua

На отключении находились такие площадки (поскольку они не предоставили аттестат о наличии комплексной системы защиты информации – КСЗИ):
1. accept-online.com.ua
2. open-tender.com.ua
3. tenders.all.biz[12]

## Признание
- Международная премия в сфере публичных закупок Public Sector Procurement Award 2016 за создание и внедрение электронной системы с уникальной архитектурой.[13]
- Международная награда World Procurement Awards 2016 – лучшее решение в публичном секторе.[14]
- Премия Open Government Awards 2016 за лучшую систему электронных закупок (Париж).[15]
- Премия в области коммуникаций C4F Davos Awards 2017 – номинация «Доверие будущего» (англ. «Trust of the Future»).[16]
- Награда Fair Sourcing Awards (FSA) 2017 в номинации «Мастер» – за лучшую систему закупок в мире.[17]
- Шортлист World Procurement Award 2017 в номинациях «Премия за трансформацию» (англ. «Transformation award»).[18]
- Global Public Service Teams of the Year 2019 от глобальной учебной платформы для правительств всего мира Apolitical – в категории «Doing More with Less».[19]
- Prozorro выбрали примером для обучения Open Contracting Partnership (is a showcase & learning project)[20]
- Шортлист The World Commerce & Contracting Innovation and Excellence Awards 2020. Номинация – «Инновации в условиях кризиса» (англ. «Innovation in Crisis Award»).[21]
- Первое место в рейтинге прозрачности публичных закупок Transparent Public Procurement Rating 2020 (97,05 баллов из 100 возможных).[22]

## Показатели
Благодаря электронным торгам на Prozorro в 2020 году государству удалось сэкономить более 43,5 млрд грн. Это на 43% больше, чем годом ранее: за аналогичный период 2019 было сэкономлено 30,5 млрд грн. При этом ожидаемая стоимость этих закупок выросла всего на 19% (с 698 до 830 млрд грн).
Всего же за четыре года существования Prozorro система сэкономила для госбюджета Украины 150 млрд грн.
По состоянию на февраль 2021 в системе 49,86 тыс. заказчиков и 384,49 тыс. представителей бизнеса. Всего через систему Prozorro произошло 8,5 млн процедур. Среднее количество предложений на торги - 2,31. Среднее количество предложений на торги в надпороговых процедурах - 2,8.
В общем количестве завершенных тендеров от госзаказчиков - 7,68 млн. Наибольшая доля приходится на строительные работы - 688 тыс. тендеров.